# Renauldia baueri
Renauldia baueri là một loài rêu trong họ Pterobryaceae. Loài này được Thér. mô tả khoa học đầu tiên năm 1935.